# Dargnies
Dargnies (picardisch Dérgny) ist eine nordfranzösische Gemeinde mit 1150 Einwohnern (Stand 1. Januar 2022) im Département Somme in der Region Hauts-de-France. Die Gemeinde liegt im Arrondissement Abbeville und ist Teil des Kantons Gamaches.

## Geographie
Die Gemeinde liegt oberhalb des Tals der Bresle im Vimeu rund zehn Kilometer östlich von Eu und drei Kilometer nördlich von Beauchamps.

## Geschichte
Der Name der Gemeinde wird auf keltischen Ursprung zurückgeführt. Bis ins 14. Jahrhundert bestanden die deutlich unterschiedenen Lehen Dargnies und Cornehotte, die 1337 unter dieselbe Herrschaft kamen.

## Wirtschaft
Die Gemeinde besaß wie der benachbarte Vimeu industriel eine entwickelte Metallindustrie (Eisenwaren, Gießerei), von der sich aber nur zwei Betriebe bis in die Gegenwart erhalten haben.

## Einwohner
| 1962 | 1968 | 1975 | 1982 | 1990 | 1999 | 2006 | 2011 |
| ---- | ---- | ---- | ---- | ---- | ---- | ---- | ---- |
| 1199 | 1347 | 1455 | 1388 | 1481 | 1443 | 1346 | 1324 |

## Verwaltung
Bürgermeisterin (maire) ist seit 2011 Joselyne Brabant.

## Sehenswürdigkeiten
- Kirche Saint-Wandrille mit fast 43 m hohem Turm, 1885 an der Stelle eines älteren Baus errichtet, mit älterer Krypta und Chor[1]

## Persönlichkeiten
- Armel Depoilly, picardischer Schriftsteller (1901–1988), hier geboren.